# Christopher Furness, 1:e baron Furness

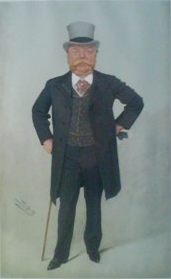
Christopher Furness, karikatyr av Leslie Ward i Vanity Fair 1908.

Christopher Furness,  1:e baron Furness, född den 23 april 1852 i West Hartlepool, död den 10 november 1912 på Grantley Hall vid Ripon, var en engelsk redare. Han var far till Marmaduke Furness, 1:e viscount Furness.
Furness var son till en spannmålshandlande och grundlade sin förmögenhet genom mjölimport från Sverige under fransk-tyska kriget. Furness blev 1874 skeppsmäklare, grundade 1877 Furness-linjen, associerade sig 1885 med Henry Withy, varefter de bildade firman Furness, Withy & co, som dock vanligen benämndes Furness-linjen, och blev även skeppsbyggare i stor skala. Han var (liberal) underhusledamot för Hartlepool 1891–1895 och 1900–1910, erhöll 1895 knightvärdighet och blev 1910 peer (baron Furness of Grantley). Furness var metodist och frikostig filantrop.